# Ghiroda
Ghiroda é uma comuna romena localizada no distrito de Timiș, na região histórica do Banato (parte da Transilvânia). A comuna possui uma área de 34.15 km² e sua população era de 6200 habitantes segundo o censo de 2011.

## População
| 2002 | 2011 |
| 4907 | 6200 |